# ぎょしゃ座オミクロン星
ぎょしゃ座ο星 (ぎょしゃざオミクロンせい、ο Aurigae、ο Aur) は、ぎょしゃ座の恒星で5等星。白色のA型主系列星で、そのスペクトルから恒星大気中にクロムやユウロピウムを多く含むことがわかっている。視等級は5.460等と5等星の中でも暗いほうだが、絶対等級では-0.06と、同じA型主系列星で全天で最も明るく見える恒星であるシリウス（絶対等級 1.42）より約4倍明るい。